# Gunnar Modeen

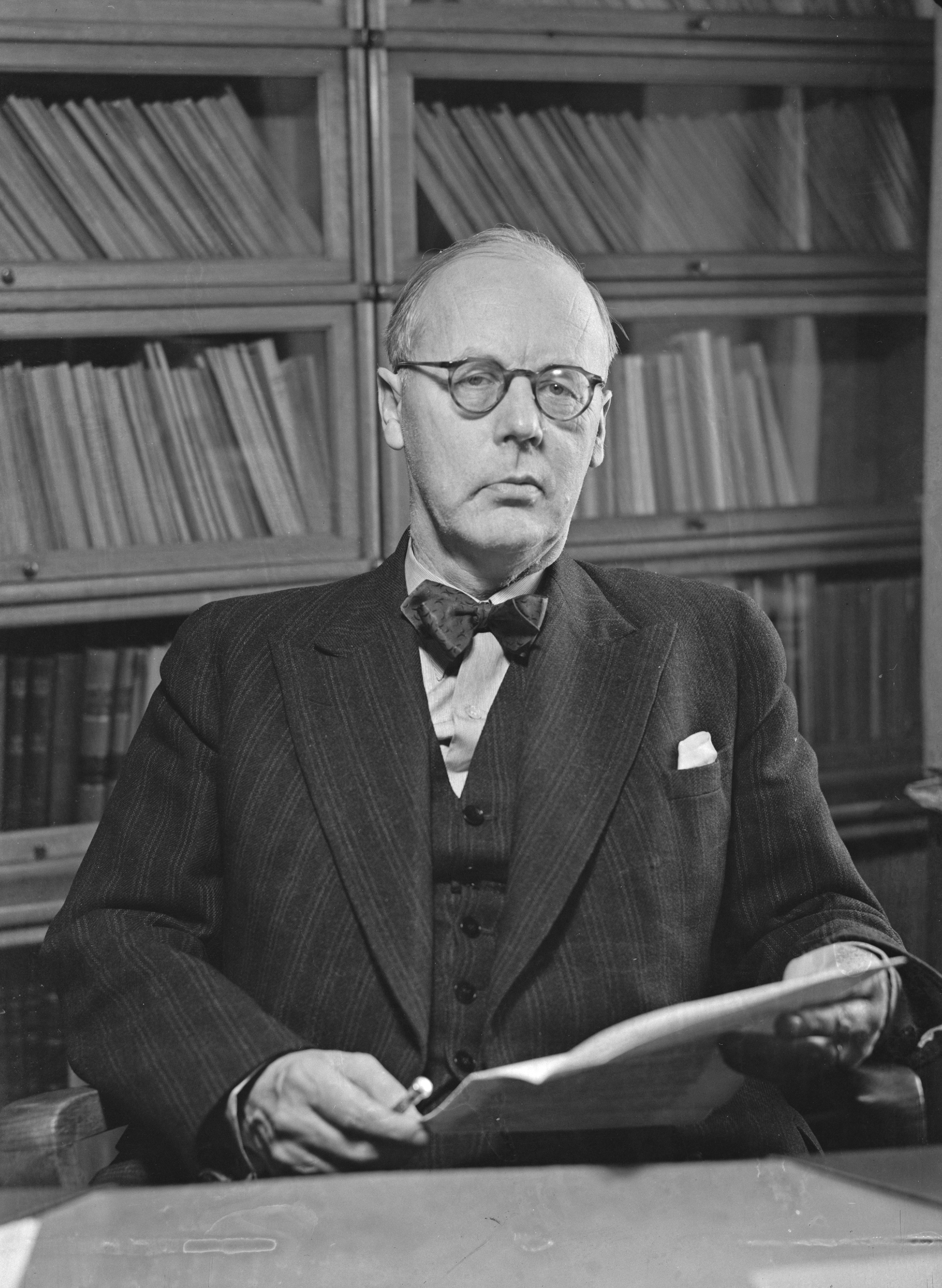
Gunnar Modeen år 1951.

Gunnar Maximilian Modeen, född 19 juni 1895 i Kuopio, död 30 mars 1988 i Helsingfors, var en finländsk statistiker. År 1944 erhöll han kansliråds titel. Han var far till Tore Modeen.
Modeen blev fil.kand. 1915, anställdes vid Väg- och vattenbyggnadsstyrelsen 1918 och vid Statistiska centralbyrån 1920. Han var chef för byrån för social forskning vid socialministeriet 1936–61. 
På 1930-talet lade han fram en prognos för befolkningsutvecklingen som rönte berömmelse. 